# 碇屋隆雄
碇屋 隆雄（いかりや たかお、1948年8月27日 - 2017年4月21日）は、日本の化学者。専門は有機金属化学。東京工業大学名誉教授。

## 来歴
長野県出身。信州大学繊維学部工業化学科卒業、昭和51年（1976年）東京工業大学大学院理工学研究科高分子工学専攻博士課程修了、工学博士。同年東京大学工学部助手、同54年（1979年）カリフォルニア工科大学博士研究員、同60年（1985年）NKK中央研究所研究員、平成3年（1992年）科学技術振興事業団野依分子触媒プロジェクト技術参事を経て、同9年（1997年）東京工業大学教授、同26年（2014年）退官、名誉教授。2011年フンボルト賞受賞。